# 公子倾
公子倾，是中国战国时期魏国第一代国君魏文侯之女。
大約前430年代，魏文侯想要滅亡中山國。常庄谈對赵襄子說：「魏滅中山，一定也要滅赵。公何不请公子倾作為你的正妻，把她封到中山，這樣中山就恢復了。」